# Atlanta Hawks 1978-1979
La stagione 1978-79 degli Atlanta Hawks fu la 30ª nella NBA per la franchigia.
Gli Atlanta Hawks arrivarono terzi nella Central Division della Eastern Conference con un record di 46-36. Nei play-off vinsero il primo turno con gli Houston Rockets (2-0), perdendo poi la semifinale di conference con i Washington Bullets (4-3).

## Roster
| N° | Naz.                   | Ruolo | Sportivo       | Anno | Alt. | Peso |
| -- | ---------------------- | ----- | -------------- | ---- | ---- | ---- |
| 3  | Stati Uniti (bandiera) | G     | Eddie Johnson  | 1955 | 188  | 82   |
| 10 | Stati Uniti (bandiera) | AC    | Steve Hawes    | 1950 | 206  | 100  |
| 14 | Stati Uniti (bandiera) | G     | Charlie Criss  | 1948 | 173  | 75   |
| 15 | Porto Rico (bandiera)  | G     | Butch Lee      | 1956 | 183  | 84   |
| 21 | Stati Uniti (bandiera) | GA    | Jack Givens    | 1956 | 196  | 93   |
| 22 | Stati Uniti (bandiera) | GA    | John Drew      | 1954 | 198  | 93   |
| 24 | Stati Uniti (bandiera) | G     | Armond Hill    | 1953 | 193  | 86   |
| 25 | Stati Uniti (bandiera) | GA    | Terry Furlow   | 1954 | 193  | 86   |
| 30 | Stati Uniti (bandiera) | C     | Tree Rollins   | 1955 | 216  | 107  |
| 32 | Stati Uniti (bandiera) | AC    | Dan Roundfield | 1953 | 203  | 93   |
| 33 | Stati Uniti (bandiera) | GA    | Keith Herron   | 1956 | 198  | 88   |
| 42 | Stati Uniti (bandiera) | G     | Rick Wilson    | 1956 | 196  | 91   |
| 54 | Stati Uniti (bandiera) | AC    | Tom McMillen   | 1952 | 211  | 98   |

## Staff tecnico
- Allenatore: Hubie Brown
- Vice-allenatori: Frank Layden, Mike Fratello